# عمو بونمی که زندگی‌های گذشته‌اش را به یاد می‌آورد
عمو بونمی که زندگی‌های گذشته‌اش را به یاد می‌آورد (به تایلندی: ลุงบุญมีระลึกชาติ) فیلمی به کارگردان تایلندی اپیچاتپونگ ویراستاکول محصول ۲۰۱۰ میلادی است. این فیلم در جشنواره فیلم کن ۲۰۱۰ برنده جایزه نخل طلا شد.